# Giuseppe Alinovi (pittore)
Giuseppe Alinovi (Parma, 25 febbraio 1811 – Parma, 9 agosto 1848) è stato un pittore italiano.

## Biografia
Formatosi alla scuola di Giuseppe Boccaccio, i suoi dipinti si inquadrano nel movimento pittorico del vedutismo. La prima opera documentata è una veduta del lago di Como, esposta in una mostra nel 1837. In seguito realizzò per conto della duchessa Maria Luigia una serie di vedute paesistiche delle strade di Parma e di Pontremoli. 
Protagonisti dei suoi dipinti, per la maggior parte olî e acquerelli, sono i rioni di Parma e i piccoli paesi e castelli dell'appennino parmense e della Lunigiana, che egli ritrasse con ricca armonia coloristica. Le sue opere ispirano un senso di pace, interrotta dall'apparizione di qualche maniero o di figure umane isolate.
Alcune sue opere, come l'acquerello Il Palazzo Ducale di Parma, oltre che per il valore pittorico, sono importanti in quanto documentano aree di Parma ormai scomparse.
A Parma gli è intitolata via Giuseppe Alinovi, una laterale di via Savani.

## Opere
- Veduta del lago di Como, olio su tela (1837), collezione privata
- Borgo del Naviglio, olio su tavola (1840-1845), Museo Fondazione Cariparma
- Il Palazzo Ducale di Parma, acquerello, Museo Glauco Lombardi
- Il Palazzo Ducale di Colorno, acquerello, Museo Glauco Lombardi

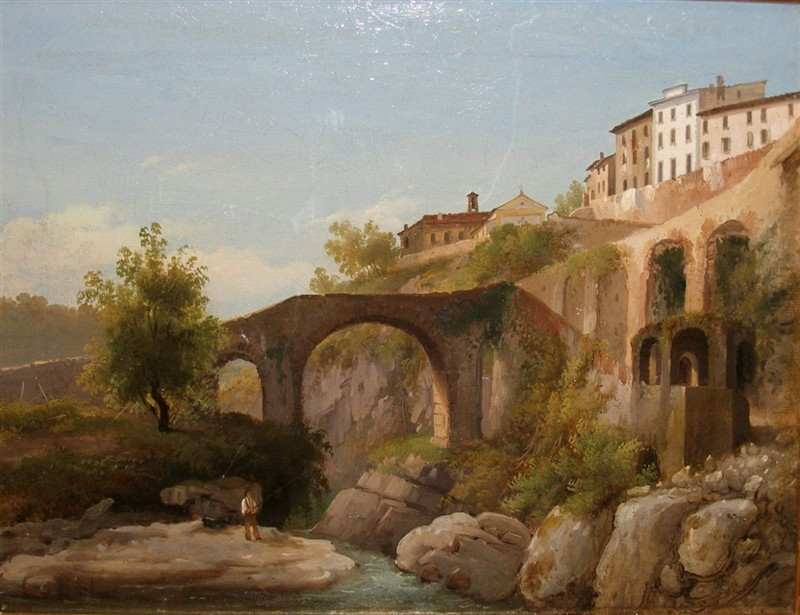
Bagnone in Lunigiana (coll. privata)

- Il castello di Montechiarugolo, acquerello, collezione privata
- Il castello di Felino, acquerello, collezione privata
- Il castello di Corniglio, acquerello, collezione privata
- Borgo del parmense con mulino, olio su tela
- Case medievali sulle rive del torrente Parma nelle vicinanze di Colorno, acquerello
- La Rocca di Fontanellato, olio su tela, Museo Glauco Lombardi
- Cortile dell'Abbazia di San Giovanni Evangelista verso Borgo Retto, olio su carta, Museo Fondazione Cariparma
- Case nell'isolato d'angolo fra via Verdi e via Affò, olio su carta, Museo Fondazione Cariparma
- Il Lago Santo parmense, acquerello, Museo Fondazione Cariparma
- Castello di Malnido a Villafranca in Lunigiana, olio su tela, collezione privata
- Bagnone in Lunigiana, olio su tela, collezione privata